# СМС Радецки
СМС Радецки (SMS Radetzky) био је аустроугарски бојни брод класе Радецки класификован као преддреднот. Добио је име по аустријском маршалу Јозефу Радецком, победником над Италијанима 1848. године. Поринут је у Трсту 1909. године, а изрезан у Италији 1926. године.

## Историја
Након уласка у службу, брод се често користи током школских крстарења и школских вежби. 24. јуна 1911. присутан је на смотри пригодом крунидбе британског краља Џорџа V у Портсмуту. 
У Првом светском рату, октобра 1914. брод напада и уништава француску битницу на Ловћену. Касније учествује у бомбардовањима Анконе, али до краја рата остаје усидрен у Пули. Под претњом италијанске окупације Пуле након распада Аустроугарске, посаде Радецкија и Зрињег беже са својим бродовима под заставом новонастале творевине Државе СХС у Сплит, под заштиту америчке ратне морнарице. Напослетку Американци бродове ипак предају Италији. 1926. Италијани режу Радецког.